# Violence politique palestinienne
 (juillet 2022).
- Si vous ne connaissez pas le sujet, laissez ce bandeau (vous pouvez alors contacter les auteurs).
- Si vous supprimez le contenu mis en cause (vous pouvez préalablement contacter les auteurs),

argumentez précisément cette suppression dans la page de discussion
(un manque de référence n'est pas un argument ; une recherche réelle de référence doit avoir été effectuée, être formellement documentée).
La violence politique palestinienne fait référence aux actes violents motivés par le nationalisme palestinien[Information douteuse].
Parmi les actes de violences, les militants palestiniens ont eu recours au terrorisme mais aussi aux soulèvements populaires, à la guérilla.

## Contexte historique
Durant la période mandataire la violence politique est utilisée en 1920, en 1929, en 1933, en 1936-1939 lors de violents troubles contre les Juifs et l'autorité britannique. Cette violence constitue l'un des facteurs menant à l'abandon du mandat par les Britanniques[réf. nécessaire].

## Cas de violence politique
La première Intifada se caractérise par l'utilisation par les révoltés palestiniens, à la fois de la violence politique, et à la fois d'une stratégie non violente (manifestations, etc.).
La seconde Intifada est décrite par les Palestiniens comme une révolte contre l'occupation et la colonisation.